# پرونده نسل‌کشی آفریقای جنوبی علیه اسرائیل
دادرسی ای که در ۲۹ دسامبر ۲۰۲۳ توسط آفریقای جنوبی علیه دولت اسرائیل آغاز شد، که رسماً به عنوان آفریقای جنوبی علیه اسرائیل شناخته می‌شود، مربوط به اتهام نقض تعهدات اسرائیل بر اساس کنوانسیون نسل‌کشی ۱۹۴۸ و قوانین بین‌المللی در رابطه با فلسطینیان در نوار غزه است. شکایت آفریقای جنوبی این اتهامات را در زمینه ای مطرح می‌کند که آفریقای جنوبی آن را «زمینه گسترده‌تر رفتار اسرائیل با فلسطینی‌ها در طول آپارتاید ۷۵ ساله، اشغال ۵۶ ساله سرزمین فلسطین و محاصره ۱۶ ساله غزه» توصیف می‌کند. ". آفریقای جنوبی از دیوان بین المللی دادگستری (ICJ) درخواست کرده‌است که تدابیر حفاظتی موقت را انجام دهد.
وزارت امور خارجه اسرائیل در نامه‌های دیپلماتیک خود اعلام کرده‌است که یک حکم علیه اسرائیل «می‌تواند پیامدهای بالقوه قابل توجهی داشته باشد که نه تنها در دنیای حقوقی بلکه دارای پیامدهای عملی دوجانبه، چندجانبه، اقتصادی و امنیتی است».
استماع‌های عمومی در کاخ صلح در لاهه در روزهای پنجشنبه ۱۱ و جمعه ۱۲ ژانویه ۲۰۲۴ برگزار شد. اسراییل توسط وکلایی از جمله مالکوم شا، کی سی نمایندگی می‌شود و تیم حقوقی آفریقای جنوبی شامل جان دوگارد، عادله هاشم، تمبکا نگکوکایتوبی و وان لوو است. انتظار می‌رود اسرائیل و آفریقای جنوبی به ترتیب آهارون باراک و دیکگانگ موزنکه را به عنوان قاضی موقت منصوب کردند. 
دیوان در ۲۶ ژانویه ۲۰۲۴ در خصوص درخواست تدابیر موقتی حکمی صادر کرد که در آن به اسرائیل دستور داد همه تدابیر را برای جلوگیری از هرگونه کنشی که ممکن است بنا بر کنوانسیون نسل‌کشی نسل‌کشانه محسوب شود اتخاذ کند. دیوان گفت «دست کم برخی از کنش‌ها و اهمال‌کاری‌هایی که آفریقای جنوبی اسرائیل را به ارتکاب آنها در غزه متهم کرده قادر به قرارگیری در شمول کنوانسیون [نسل‌کشی] به نظر می‌رسند.» دیوان به اسرائیل دستور نداد کارزار نظامی خود در نوار غزه را متوقف کند، چیزی که آفریقای جنوبی خواسته بود. مقامات اسرائیلی و آفریقای جنوبی هر دو از این تصمیم استقبال کردند، و هر یک آن را یک پیروزی دانستند. به هر روی برخی وزرا و مقامات اسرائیلی این حکم را رد کردند و دیوان بین‌المللی دادگستری را به داشتن یک سوگیری یهودستیزانه متهم کردند. دیوان همچنین نسبت به سرنوشت گروگان‌های نگهداری شده در نوار غزه «نگرانی شدید» ابراز کرد و این که وضعیت فاجعه بار در غزه پیش از صدور حکم نهایی «در خطر بدتر شدن بیشتر» قرار دارد را به رسمیت شناخت.

## پیش زمینه
پس از آنکه اسرائیل بمباران غزه را پس از حملات ۷ اکتبر آغاز کرد، برخی از فلسطینی‌ها ابراز نگرانی کردند که خشونت پاسخ به آن برای توجیه نسل‌کشی علیه فلسطینی‌ها توسط اسرائیل استفاده شود. پس از حملات حماس، یوآو گالانت، وزیر دفاع اسرائیل، گفت: «ما با حیوانات انسانی می‌جنگیم و بر اساس آن عمل می‌کنیم». آوی دیکتر، وزیر کشاورزی اسرائیل، در کانال ۱۲ خواستار این شد که این جنگ «نکبت غزه» باشد. آریل کالنر، یکی دیگر از اعضای کنست از حزب لیکود، به‌طور مشابه در رسانه‌های اجتماعی نوشت که "یک هدف وجود دارد: نکبت! نکبتی که نکبت  [۱۹۴۸] را تحت الشعاع قرار خواهد داد. نکبت در غزه و نکبت برای هر کسی که جرأت پیوستن دارد». عمر بارتوف، مورخ اسرائیلی هولوکاست هشدار داد که اظهارات مقامات بلندپایه اسرائیل «به راحتی می‌تواند به عنوان نیت نسل‌کشی تعبیر شود».

### کنوانسیون نسل‌کشی
در سال ۱۹۴۸، مجمع عمومی سازمان ملل متحد به اتفاق آرا کنوانسیون پیشگیری و مجازات جنایت نسل‌کشی را تصویب کرد که نسل‌کشی را می‌توان به عنوان هر یک از پنج «عملی که به نیت نابودی کلی یا جزئی یک گروه ملی، قومی، نژادی یا دینی انجام می‌شود» تعریف کرد. این اعمال عبارت بودند از: کشتن اعضای گروه، وارد کردن صدمات جدی جسمی یا روحی به آنها، تحمیل شرایطی به زندگی آتها برای نابودی آن گروه، جلوگیری از تولد و انتقال اجباری کودکان به خارج از گروه. قربانیان باید به دلیل عضویت واقعی یا تصور شده آنها در یک گروه هدف قرار گیرند، نه به صورت تصادفی.

## دادرسی

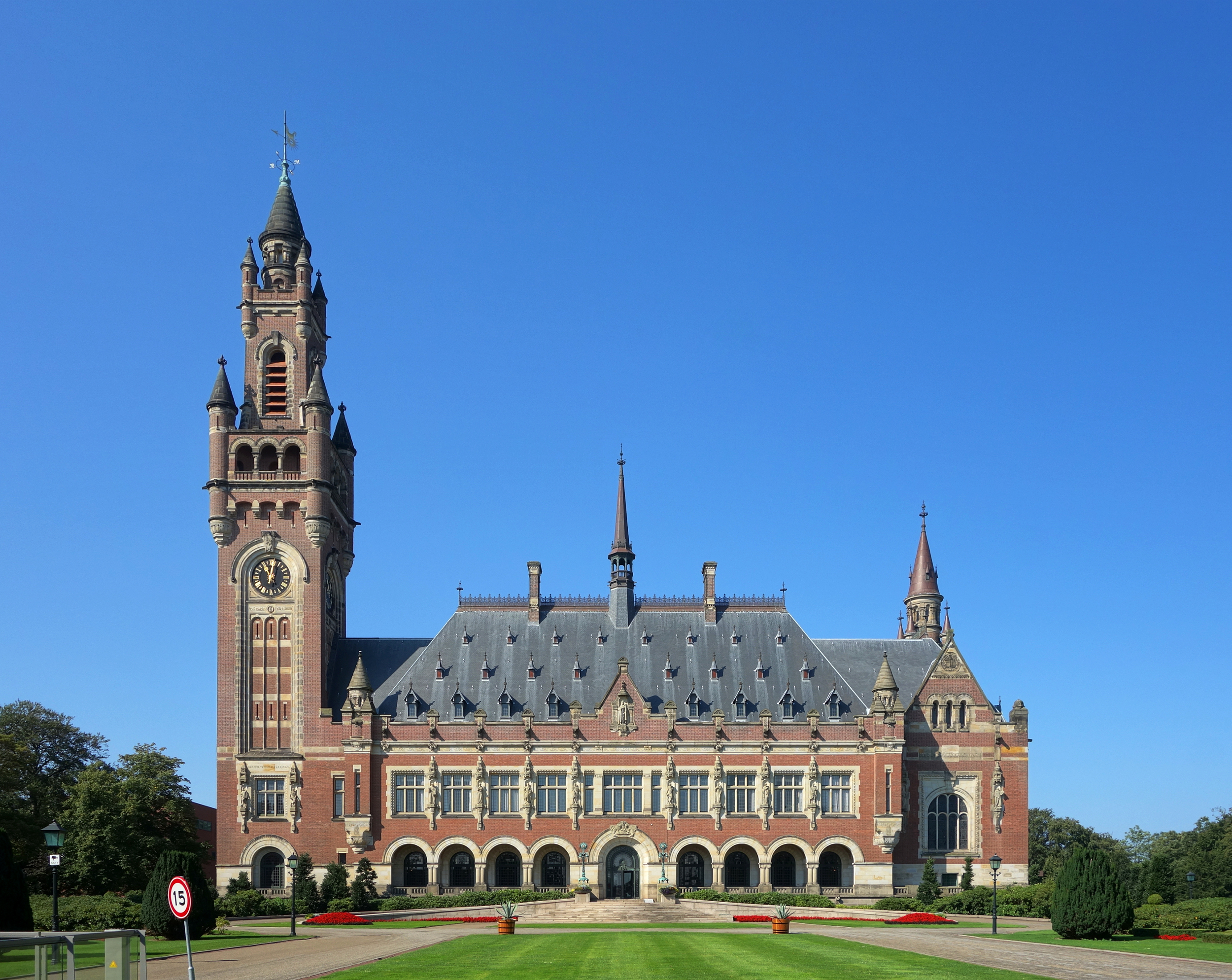
جلسات استماع عمومی در کاخ صلح در لاهه برگزار خواهد شد

دادرسی در ۲۹ دسامبر ۲۰۲۳ در دیوان بین‌المللی دادگستری بر اساس کنوانسیون نسل‌کشی، که اسرائیل و آفریقای جنوبی هر دو امضاکننده آن هستند، و بر اساس ماده نهم کنوانسیون آغاز شد.

### موضع آفریقای جنوبی
آفریقای جنوبی اسرائیل را به ارتکاب نسل‌کشی در غزه با نقض کنوانسیون نسل‌کشی متهم می‌کند. تیم حقوقی آفریقای جنوبی شامل جان دوگارد، عادله هاشم، تمبکا نگکوکایتوبی، مکس دو پلسیس، تشیدیسو راموگال، سارا پودیفین جونز، لراتو زیکالالا، وان لو و بلین نی قرلایگ است. تعدادی از شخصیت‌های سیاسی بین‌المللی از جمله جرمی کورنین به هیئت آفریقای جنوبی خواهند پیوست.

### پاسخ اسرائیل
اسرائیل این اتهامات را «با انزجار» رد کرد و آفریقای جنوبی را به «همکاری با یک سازمان تروریستی که خواهان نابودی کشور اسرائیل است»، متهم کرد و اقدامات آفریقای جنوبی را تهمت خون توصیف کرد. و ادعا می‌کنند که آنها «با وارثان مدرن نازی‌ها همکاری می‌کنند». ولکر تورک، کمیسر عالی حقوق بشر سازمان ملل متحد گفت: «ناراحتی از پاسخگویی به سربازان اسرائیلی و شهرک نشینان مسلح که از ۷ اکتبر صدها فلسطینی را در کرانه باختری به قتل رسانده‌اند یا طولانی شدن مدت یک فتنه، یک تهمت خون نیست. جنگی که انجام آن نگرانی‌های شدید حقوق بشر و حقوق بشر بین‌المللی را برانگیخته است.»

## تحلیل و بررسی
لافر، وبلاگی وابسته به موسسه بروکینگز، درخواست آفریقای جنوبی را به دادرسی که توسط گامبیا علیه میانمار در رابطه با نسل‌کشی روهینگیا آغاز شده‌است، تشبیه کرده‌است. الا هچم و پروفسور اونا هتوی با نوشتن در جاست سکیوریتی، یک انجمن آنلاین مستقر در مرکز قانون و امنیت ریس، به استناد آفریقای جنوبی به erga omnes partes اشاره می‌کنند، دکترینی در خصوص جایگاه داشتن برای طرح شکایت حقوقی که به یک دولت عضو معاهده که از آن حقوق مشترک قانونی حفاظت می‌کند اجازه می‌دهد حتی اگر آن دولت مستقیماً تحت تأثیر نقض قرار نگرفته باشد این حقوق را اجرا کند». هچم و هتوی بیان می‌کنند که پرونده نسل‌کشی روهینگیا (به ویژه پذیرش صلاحیت قضایی توسط دیوان بین‌المللی دادگستری)، انقلابی در دکترین erga omnes ایجاد کرد. آنها به این نتیجه رسیدند که «به احتمال زیاد» دادگاه متوجه خواهد شد که آفریقای جنوبی برای شروع این دادرسی جایگاه طرح شکایت دارد. آنها همچنین بیان می‌کنند که اثبات نیت نسل‌کشی «فوق‌العاده چالش‌برانگیز» است.
پروفسور لوچیانو پزانو، که در بلاگ مجله اروپایی حقوق بین‌الملل می‌نویسد، استدلال می‌کند که استناد به ماده نهم کنوانسیون نسل‌کشی وسیله ای است که از طریق آن دولت‌های غیر درگیر می‌توانند تعهد خود را برای جلوگیری از نسل‌کشی انجام دهند.

## سایر واکنش‌های بین‌المللی

### دولت‌ها و سازمان‌های بین‌المللی حامی
پرونده آفریقای جنوبی توسط دولت‌ها و سازمان‌های بین‌المللی زیر حمایت شده‌است:
- اردن[۴۴]
- اسلوونی
- اسپانیا
- الجزایر
- اندونزی
- ایرلند
- برزیل
- بنگلادش[۱۳]
- بولیوی[۴۵]
- پاکستان[۴۶]
- ترکیه[۴۷]
- جیبوتی
- چین
- زیمبابوه
- سنت وینسنت
- سوریه
- شیلی
- صحرا
- عراق
- فلسطین[۱۳]
- کلمبیا
- کوبا
- کومور
- لبنان
- لیبی
- مالزی[۴۷]
- مالدیو[۴۸]
- مصر
- مکزیک
- نامیبیا[۴۶]
- نیکاراگوئه[۱۳]
- ونزوئلا[۱۳]
- سازمان همکاری اسلامی[۴۹]
- اتحادیه آفریقا
- اتحادیه عرب
- جنبش عدم تعهد

در ۹ ژانویه، پترا دی سوتر، معاون نخست‌وزیر بلژیک، اظهار داشت که دولت خود را تشویق می‌کند تا از این شکایت حمایت کند و اظهار داشت: «بلژیک نمی‌تواند کنار بماند و رنج عظیم انسانی در غزه را تماشا کند. ما باید علیه تهدید نسل‌کشی عمل کنیم.»

### جنبش‌ها، احزاب و اتحادیه‌های مردم‌نهاد
این دادخواست همچنین توسط بیش از ۱۰۰۰ گروه فعال، احزاب سیاسی، اتحادیه‌ها و سازمان‌های دیگر مانند: حمایت شده‌است.
- بین‌المللی مترقی[۵۴][۵۱][۵۲]
- کدپینک[۵۴][۵۱][۵۲]
- جهانی فراتر از جنگ[۵۴][۵۱][۵۲]
- RootsAction[۵۴][۵۱][۵۲]
- شبکه بین‌المللی یهودی ضد صهیونیستی[۵۳]
- مجمع مردمی، که بیش از ۲۵ کشور را ترغیب کرد تا از پرونده آفریقای جنوبی حمایت کنند،[۵۴][۵۱][۵۲]

### دولت‌های مخالف
- آلمان
- آمریکا
- اتریش
- استرالیا
- اسرائیل
- ایتالیا
- بریتانیا
- پاراگوئه
- جمهوری چک
- فرانسه
- گواتمالا
- مجارستان

جان کربی، هماهنگ‌کننده ارتباطات راهبردی شورای امنیت ملی ایالات متحده، گفت که ایالات متحده «شکایت مطروحه را بی‌ارزش، ناسودمند، و کاملاً بدون هیچ گونه مبنایی در واقعیت» می‌داند. در ۴ ژانویه ۲۰۲۴، دولت ایالات متحده، که روابطش با آفریقای جنوبی به‌طور فزاینده ای تیره شده است، اذعان کرد که هیچ ارزیابی رسمی در مورد این‌که آیا اسرائیل قوانین بین‌المللی بشردوستانه را نقض می‌کند یا خیر، انجام نداده است.

## کتابشناسی
- Antonio, Raymund (23 October 2023). "Civilians not a target: Envoy decries 'genocide' tag of Israel–Hamas war". مانیلا بلوتن. Archived from the original on 1 November 2023. Retrieved 1 November 2023.
- Bishara, Marwan (12 October 2023). "Israel is manufacturing a case for genocide". الجزیره انگلیسی (به انگلیسی). Archived from the original on 20 November 2023. Retrieved 12 October 2023.
- Chacar, Henriette (10 November 2023). "Israel revises Hamas attack death toll to 'around 1,200'". رویترز. Archived from the original on 11 November 2023.
- Mackenzie, James; Lubell, Maayan (29 October 2023). "Israel launches Gaza war's second phase with ground operation, Netanyahu says". رویترز. Archived from the original on 29 October 2023. Retrieved 1 November 2023.
- Nichols, Michelle (11 October 2023). "Palestinian UN envoy accuses Israel of 'genocidal' campaign against Gaza". رویترز (به انگلیسی). Archived from the original on 14 November 2023. Retrieved 13 October 2023.
- Smith, Mitch; McCarthy, Lauren; Londoño, Ernesto; Jordan, Miriam (12 October 2023). "Palestinian Americans, Dismayed by Violence, Say Historical Context Is Being Overlooked". نیویورک تایمز (به انگلیسی). ISSN 0190-8286. Archived from the original on 12 November 2023. Retrieved 12 October 2023.
- Human Rights Watch (2024-01-10), World Court to hear Genocide Case Against Israel, retrieved 2024-01-10